# Call of Duty: Black Ops
Call of Duty: Black Ops är ett datorspel i genren förstapersonsskjutare utvecklat av Treyarch och publicerat av Activision för Microsoft Windows, PlayStation 3, Xbox 360, Wii och Nintendo DS. Spelet tillkännagavs officiellt den 30 april 2010 och släpptes den 9 november 2010. Call of Duty: Black Ops är det sjunde i Call of Duty-serien och den tredje som utvecklats av Treyarch.

## Handling
Spelet börjar i en in medias res. Alex Mason (Sam Worthington) vaknar i ett underligt rum med massa tv-apparater framför sig. Plötsligt hörs en röst som vill att Mason ska berätta om vad han gjort under sina uppdrag de senaste åren. En stor del av spelet utspelar sig i en tillbakablick.
Under uppdragen försöker Mason tillsammans med andra soldater att söka efter tre personer som planerar en attack mot USA med ett nytt vapen kallad Nova 6. Spelet utspelar sig under kalla kriget på 1960-talet och spelaren kommer att få strida på Kuba, Ryssland, Kosmodromen i Bajkonur i Kazakiska SSR, Pentagon i Washington, D.C., Kowloon i Hongkong, Vietnam, Laos och i Mexikanska golfen.

## Gameplay
Black Ops skiljer sig från de flesta spelen i serien, då de andra spelen har tre singleplayer-kampanjer angående tre länder eller en filmisk handling inom Modern Warfare-serien. Black Ops har istället två spelbara länder (Sovjetunionen och USA), men med endast en amerikansk singleplayer-kampanj (samt ett uppdrag där man spelar som ryss). Spelaren kommer att ta rollen som kapten Alex Mason från MACV-SOG, Jason Hudson från CIA och kapten Viktor Reznov från Röda armén. Spelet introducerar också nya funktioner, såsom krypning på marken, Slow-motion Bullet-time på vissa delar av spelet samt användning av ficklampor på vissa vapen i spelet.

### Multiplayer
Black Ops multiplayerdel påminner om tidigare spel i serien, men med många nya funktioner. Istället för att låsa upp vapen, utrustning och förmåner (Perks) genom att levla upp, så har man nu infört så kallade CODPoints. För att köpa det som spelaren vill ha i multiplayer så måste man köpa det med CODPoints. Denna valuta är intjänad genom att regelbundet spela ett par multiplayer-matcher, samt att levla upp och slutföra kontrakt. Men vissa saker blir tillgängliga först när spelaren har nått en viss militär grad.
Contracts är ett nytt system som tillåter spelare att kunna köpa ett kontrakt med ett visst antal CODPoints som pris, som råder spelaren att slutföra ett visst mål i multiplayermatchen. När man slutför ett kontrakt kommer spelaren få en stor andel CODPoints. Det finns dock en tidsgräns för att slutföra ett kontrakt, om tidsgränsen löper ut så kommer man inte att få några CODPoints.
En annan ny funktion är Playercard. Den beskriver spelarnas framsteg genom multiplayer, vilket gör att man kan se spelarens väsentliga statistik och hur många killstreaks som spelaren har utfört. Spelare kan se sina vänner eller nyligen träffade spelares egna Playercard och även interagera med deras statistiker. Det länkar också till de senaste matcherna som spelaren har deltagit i och därifrån länkar till Theater Mode. I Theater Mode kan spelaren spela in spelklipp från en multiplayermatch, klippa ihop dem och sedan ladda upp dem till sin spelprofil och till webben. Inspelningsfunktionen tillåter spelare att spara sitt gameplay, ta skärmdumpar och snabbspola framåt eller bakåt i spelklippet. Den tillåter också att spela upp multiplayermatchen från något perspektiv av spelkartan.
Create-A-Class 2,0 tillåter spelare att anpassa sin multiplayer-karaktärs utseende, utöver deras utrustning. Spelare kan se hur deras karaktär ser ut och samtidigt välja en multiplayer-klass, eftersom spelarkaraktärens grundläggande utseende kommer att avgöras av deras förmåner och deras fraktion. Spelaren kan även använda ansiktsmålning på sin karaktär och gravera emblem på sina vapen.

### Offline
Combat Training är ett nytt spelläge där spelaren kan slåss mot datorkontrollerade motståndare. Syftet med detta spelläge är att hjälpa de spelare som inte har spelat multiplayer förut eller hjälpa spelare att testa nya taktiker. Spelare kan justera motståndarnas svårighetsgrad. Ju högre svårighetsgrad, desto svårare blir motståndarna och de får då förmågan att upptäcka andra spelare. Ju lägre svårighetsgrad, desto lättare blir motståndarna och de reagerar dåligt och beskjuter oftast inte spelaren, och blir dessutom omedvetna om spelaren smyger sig på dem. De siktar långsamt mot sina mål och skjuter sakta. På de svårare svårighetsgraderna använder de datorkontrollerade motståndarna alla sina hjälpmedel för att upptäcka sina fiender, och de siktar och skjuter raskt mot sina mål. 
Man kan också pröva på nya vapen och utrustningar i Combat Training, som man precis har köpt i multiplayerläget.

## Zombie Mode
Precis som i Call of Duty: World at War finns det ett spelläge där man försvarar sig mot obegränsat antal vågor av zombies. Namnen på zombiebanorna är Kino der Toten (tyska, på svenska "De dödas bio)" och Five (engelska, på svenska "fem"). Det finns också ett "minigame" - som kallas Dead Ops Arcade (DOA). Man kan få tillgång till detta om man bryter sig loss från stolen i menyn, går till en dator och skriver DOA. Wii-versionen har endast Kino der Toten som spelarbar bana.
- Den 1 februari 2011 släpptes kartpaketet "First Strike" till Xbox 360 där fyra nya multiplayerkartor och en ny zombiebana vid namn Ascension ingick. Kartpaketet kom ca en månad senare till övriga format.

- I maj 2011 släpptes ett andra kartpaket ("Escalation") med samma upplägg som First Strike - fyra kartor för multiplayer och en ny zombiebana. På zombiebanan, vid namn "Call of the Dead", ska det finnas ett soundtrack som metalbandet Avenged Sevenfold specialskrivit för spelet. Soundtracket, som också släpps som en singel, offentliggjordes den 3 maj 2011 på bandets webbplats.

- Den 28 juni samma år släpptes ett tredje kartpaket "Annihlation" till Xbox 360 med fyra nya multiplayerkartor och en ny zombiebana vid namn Shangri-La.

- Den 23 augusti, också samma år, släpptes det fjärde och sista kartpaketet "Rezurrection" till Xbox 360 med fem nya banor, varav alla fem är zombiebanor. Fyra av banorna är de fyra banorna från Call of Duty 5:World at War, "Nacht Der Untoten" (tyska till svenska "De Odödas Natt"), Verrückt (tyska till svenska "Galen"), Shi No Numa (japanska till svenska "De Dödas Träsk") och, Der Riese (uttalas "Der Ree-zeh" och tyska till svenska "Jätten") och till sist den största banan, "Moon" (engelska till svenska "Måne").

## Mottagande
Under de första 24 timmarna sålde Black Ops 5,6 miljoner kopior vilket blev ett nytt världsrekord till skillnad mot Modern Warfare 2 som sålde 4,7 miljoner. 
Spelet har fått positiv kritik i sina recensioner.
- Gamespot gav spelet betyget 9/10 och kommenterade Call of Duty: Black Ops ger en fängslande kampanj och spännande multiplayerläge.
- Aftonbladet gav spelet betyget 4/5 och kommenterade Da Vinci-koden för gamers. En del har kommenterat att spelet har problem med multiplayer.
- Gamereactor gav spelet betyget 9/10[2].

Enligt Kritiker.se är medelvärdet för svenska recensioner av spelet 4,4 av 5.

## Röstskådespelare

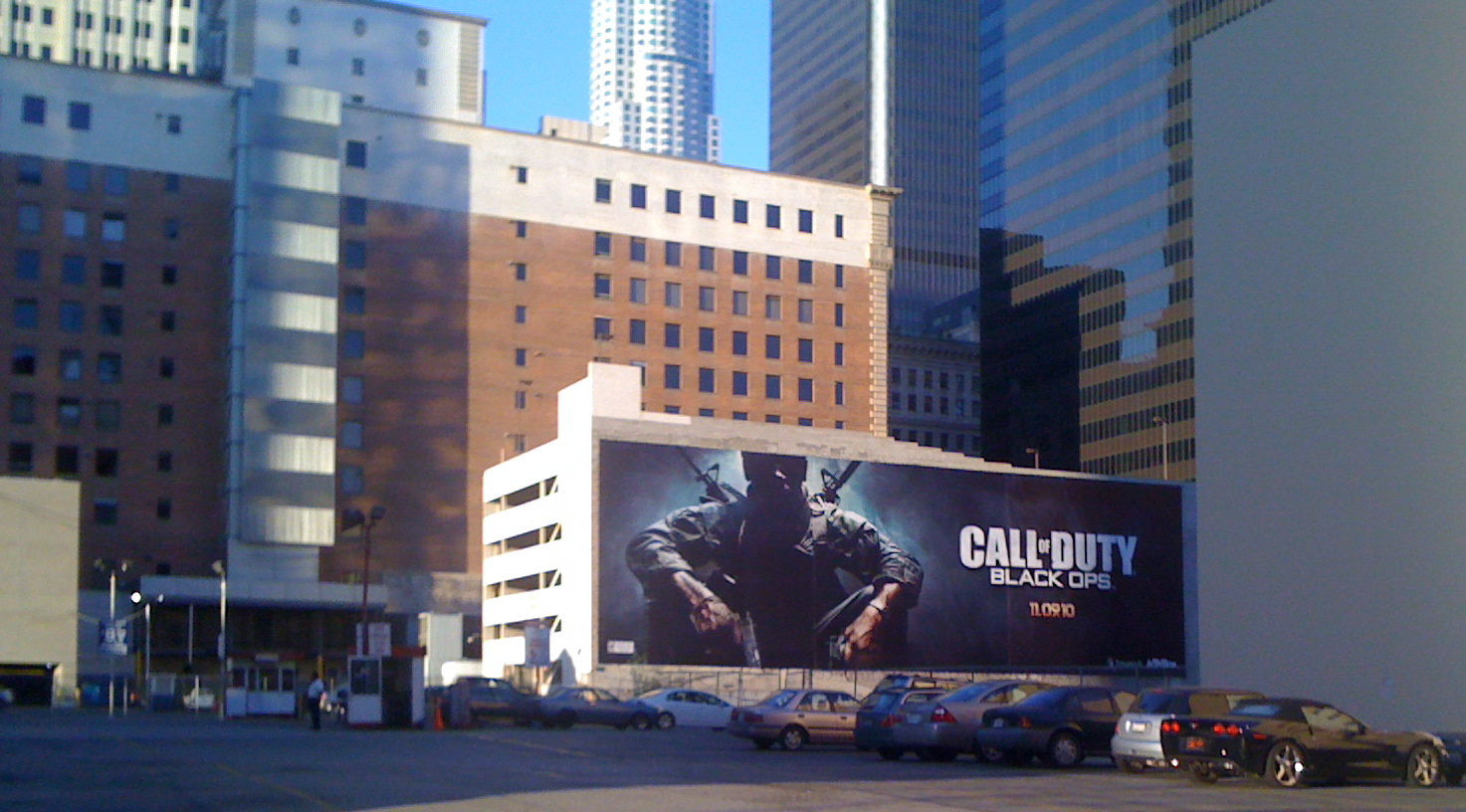
En byggnad målad i marknadsföringssyfte.

- Sam Worthington - Kapten Alex Mason
- Ed Harris - Specialagent Jason Hudson
- Gary Oldman - Kapten Viktor Reznov
- James C. Burns - Sergeant Frank Woods
- Ice Cube - Chief petty officer Joseph Bowman
- Gene Farber - Specialagent Grigori Weaver
- Eamon Hunt - General Nikita Dragovich
- Andrew Divoff - Överste Lev Kravchenko
- Mark Bramhall - Doktor Friedrich Steiner
- Emmanuelle Chriqui - Numren
- Gary Oldman - Doktor Daniel Clarke
- Troy Baker - Agent Terrence Brooks
- Jim Meskimen och Chris Anglin - John F. Kennedy
- Robert Picardo - Robert McNamara
- Dave Mallow - Richard Nixon
- Gustavo Rex och Marlon Correa - Fidel Castro
- Boris Kievsky - Menige Dimitri Petrenko